# Seuilly

Seuilly este o comună, aflată în departamentul Indre-et-Loire, Franța. În 1 ianuarie 2022 avea o populație de 392 de locuitori.